# Boa (luchador)
Yanbo Wang (en chino tradicional, 王彥博; en chino simplificado, 王彦博; pinyin, Wáng Yànbó; Beijing, 21 de junio de 1995) es un luchador profesional chino. Es conocido por haber trabajado para la empresa estadounidense WWE, donde se presentó bajo el nombre de Boa.

## Carrera

### WWE (2016-2024)
Boa firmó con WWE en septiembre de 2016 después de asistir a una prueba en Shanghái. Se presentó en el WWE Performance Center junto con otros tres reclutas chinos en febrero de 2017.
En julio de 2017, durante un evento en vivo de NXT, Boa hizo equipo con No Way Jose y derrotó a Steve Cutler y Wesley Blake. Posteriormente, pasó a luchar en varios eventos en vivo para NXT. El debut real de Boa en NXT tuvo lugar el 10 de julio de 2019 cuando compitió en el NXT Breakout Tournament, donde el ganador tendría la oportunidad de desafiar por cualquier título en NXT. Fue derrotado en la primera ronda por el eventual ganador Jordan Myles. En el episodio del 11 de septiembre de NXT, Boa fue derrotado por Damian Priest. En el episodio del 9 de octubre de NXT, Boa fue rápidamente derrotado por Cameron Grimes, y al final del combate fue atacado por Killian Dain. La semana siguiente, Boa fue derrotado decisivamente por Dain. En noviembre de 2019, sufrió una lesión en el hombro y fue sometido a una cirugía que lo mantuvo fuera de escena por un período no especificado. En el episodio del 7 de octubre de 2020 de NXT, Boa regresó, vestido con traje y corbata, para entregar una carta a Xia Li luego de su derrota ante Shotzi Blackheart. En el episodio del 11 de noviembre de NXT, apareció para decirle a Raquel González que Li no estaba allí para tener su combate y, posteriormente, fue atacado por González. Posteriormente, un anciano se acercó a Boa y le entregó una carta, dejando también una marca negra en su mano.
Comenzando el 2022, en el NXT 2.0 emitido el 11 de enero, se enfrentó a Solo Sikoa, sin embargo, terminó en doble conteo de 10 afuera, en el NXT 2.0 del 25 de enero, se enfrentó a Solo Sikoa en un No Disqualification Falls Count Anywhere Match, sin embargo perdió, terminando así el feudo.
Después de más de un año ausente, Boa hizo su regreso al ring en el Sanford Rumble Match del NXT Live del 25 de marzo de 2023, pero 2 semanas después en el NXT Level Up emitido el 7 de abril, regreso oficialmente a la programación siendo derrotado por Dante Chen. El 3 de mayo de 2024, se informó que Boa había sido liberado de su contrato por WWE.